# Mon frère Yves (téléfilm)
Pour les articles homonymes, voir Mon frère Yves.
Mon frère Yves est un téléfilm français réalisé par Patrick Poivre d'Arvor et diffusé pour la première fois le 17 juillet 2012 sur France 3. Il s'agit de l'adaptation du roman du même nom, de Pierre Loti.

## Synopsis
Le récit d'une amitié fraternelle ambiguë et passionnée entre Julien Viaud, officier de marine, et le matelot Yves Kermadec, son frère de substitution, deux hommes que tout oppose. D'un côté, le naturel, le caractère fruste et primaire d'Yves, qui sait à peine lire et écrire, et de l'autre Pierre, incarnant l'extravagance, le raffinement, le prestige de la culture et de la connaissance. Les pires dangers menacent Yves aussi bien sur la mer que lors d'escales dans les plus sombres ports où il s'enivre au point de devenir un autre homme, endurci et violent.

## Fiche technique
- Réalisation : Patrick Poivre d'Arvor
- Scénario : Didier Decoin et Pierre Loti
- Photographie : William Watterlot
- Montage : Jean-Pierre Bloc
- Décors : Pierre Voisin
- Musique : Nicolas Mingot
- Production : Christian Gerin et Jean-Baptiste Leclère
- Pays d'origine :  France
- Langues originales : français et breton
- Durée : 100 minutes
- Date de diffusion : 17 juillet 2012

## Distribution
- Thierry Frémont : Yves Kermadec
- Jérôme Kircher : Julien Viaud
- Jacques Spiesser : le commandant
- Agnès Delachair : Marie Keremenen
- Chloé Stefani : Anne Keremenen
- Isabelle Sempéré : Fanchon

## Anecdotes
Le film a été tourné à Dinan dans le département des Côtes-d'Armor (Bretagne).
En 2019, Patrick Poivre d'Arvor est l'invité d'honneur du Festival Films Courts Dinan et présente le téléfilm aux habitants.